# Quadrat negre sobre fons blanc
Quadrat negre sobre fons blanc (o simplement Quadrat negre) és una pintura a l'oli de Kazimir Malèvitx de 1915.

## Història
El 1915, Kazimir Malèvitx exposa per primer cop trenta-nou obres suprematistes, d'entre els quals Quadrat negre a la Galeria Dobitxina en l'anomenada « Última Exposició Futurista de Pintures 0.10 ».
El quadre estava exposat a gran altura, en un racó de l'habitació on hi havia les obres de Malèvitx. Aquest lloc és el que s'anomena « bell racó », el lloc on són exposades les icones en les cases de camperols russes. El xoc és ambigu: tot i reivindicar un rol espiritual en l'obra, també actua com una provocació futurista al bon gust, les normes socials i les convencions artístiques.
Durant els anys 20, Malèvitx va fer més versions d'aquest quadre. La segona mesurava 106,2 × 106,5 cm, i s'exposa al Museu Rus de Sant Petersburg. En aquesta segona versió, el color negre del quadrat és més homogeni que en la versió original. La tercera versió, pintada el 1929, mesura 80 × 80 cm.

## Galeria
- Exposició 0.10 a Sant Petersburg, 1915
- Segona versió del quadre al Museu Rus de Sant Petersburg
- Edició del quadre de 1929
- Edició de 1932 a l'Ermitage de Sant Petersburg